# 鈴木Mighty Boy
鈴木Mighty Boy（日语：スズキ・マイティボーイ）乃是日本鈴木汽車工業（今鈴木公司）於1983年至1988年間開發製造的輕型卡車，衍生自第二代鈴木Cervo，車迷常暱稱其為「Ma坊（マー坊）」。

## 概要
該車款以第二代鈴木Cervo為藍本，將B柱以後的車頂全部摘除，形成皮卡貨車之外型。車斗全長僅有660mm，故載貨容積比不上其它同級車。另一方面，前座車室寬敞，駕駛座與助手席皆可傾倒，座位後方也有收納空間，是為其優點。和第二代Cervo比起來，前擋玻璃更為傾斜，駕駛視野亦更佳。縱合前述幾點，原廠企圖將此車款打造成具有個性與拉風外型的「輕型皮卡」。
發售當時的建議售價是45萬日圓，雖然遠比小型車便宜，不過銷售實績卻比不上第一代Alto成功。所搭載的543c.c.直列三缸SOHC F5A型引擎，最大出力31ps / 6,000rpm、最大扭力4.4kg·m / 3,500rpm，配上520公斤的車重，駕馭起來頗為輕盈。可惜配置的輪胎乃斜交胎而非輻射層輪胎，循跡性顯得不足。由於此車款的獨特性，在二手車市場頗為搶手，不但備用零件流通廣泛（該車款有許多零件與第一代Alto、第五代Fronte、第二代Cervo共用），網上拍賣情況也相當熱絡，而且也有許多改造車。
該車款的兄弟車計有下述：
- 鈴木Mighty Boy - 原廠代號M-SS40T
- 第五代鈴木Fronte四衝程車型 - 原廠代號E-SS40S
- 第二代鈴木Cervo - 原廠代號E-SS40C
- 第一代鈴木Alto後期型 - 原廠代號H-SS40V

此外，原廠代號SS30（第五代鈴木Fronte二衝程車型、第一代鈴木Alto前期型）之引擎雖然不同，其實底盤是一樣的。

## 歷史
1983年 - 2月全新上市，相較於第二代Cervo使用方形頭燈，Mighty Boy則採直徑152mm、較為廉價的圓形整體式真空頭燈。車型編為L、A二種，差異在於前者具備可覆蓋車斗的斗篷，而後者是配置四速手排變速箱的入門款。
1985年 - 2月實行小改款，全車系改成方形頭燈；L車型改以車頂架替換斗篷。此外，L車型的標準配備是前輪碟煞、五速手排變速箱、里程記數表、轉速表等。同年開始外銷此車款，卻僅澳洲、賽普勒斯等二個國家而已。澳規包含鍍鉻車頂架、賽車筒椅和12吋輪圈，可惜未含轉速表、五速手排變速箱等。
1988年 - 1月隨著Cervo改朝換代而停產，外銷也隨之中止。

### 其他
- 1983年開幕的第25屆東京車展中，原廠曾以第二代Jimny 1000 SJ40型的底盤搭配Mighty Boy的車身、大尺寸的輪胎組成一輛概念車[4]。
- 1985年時有一家E2公司曾為Mighty Boy打造出一套共八件、仿自蘭吉雅拉力037（英语：Lancia Rally 037）的空力套件，名為「Super Styling Lancia Rally Kit」，售價25萬日圓。
- 1985年10月至1986年3月間由MBS電視台製播、愛川欽也（日语：愛川欽也）主持的歌唱綜藝節目《欽欽之歌！新婚歌唱熱戰（日语：キンキンの歌え!新婚カンコン）》，獲得優勝的新婚夫婦可以選擇去夏威夷旅行或者鈴木Mighty Boy新車一部。但是鈴木公司並非該節目的贊助商，新車獎品乃由收錄地之鈴木經銷商贊助贈與。
- 「マー坊」的暱稱其實來自其電視廣告的廣告標語「你也可以叫我鈴木的Ma坊（スズキのマー坊とでも呼んでくれ）」，因為這款車打著低價策略，銷售對象針對較無經濟能力的年輕人，由搖滾團體東京JAP（日语：東京JAP）主唱的廣告歌歌詞中出現一句「沒有錢的Mighty Boy（金は無いけどマイティボーイ）」，因此成為其暱稱。
- 2015年10月29日開幕的第44屆東京車展上，原廠公佈了四款概念車；其中前有二座、後有分層置物空間的「Mighty Deck」與Mighty Boy非常相像[5]。

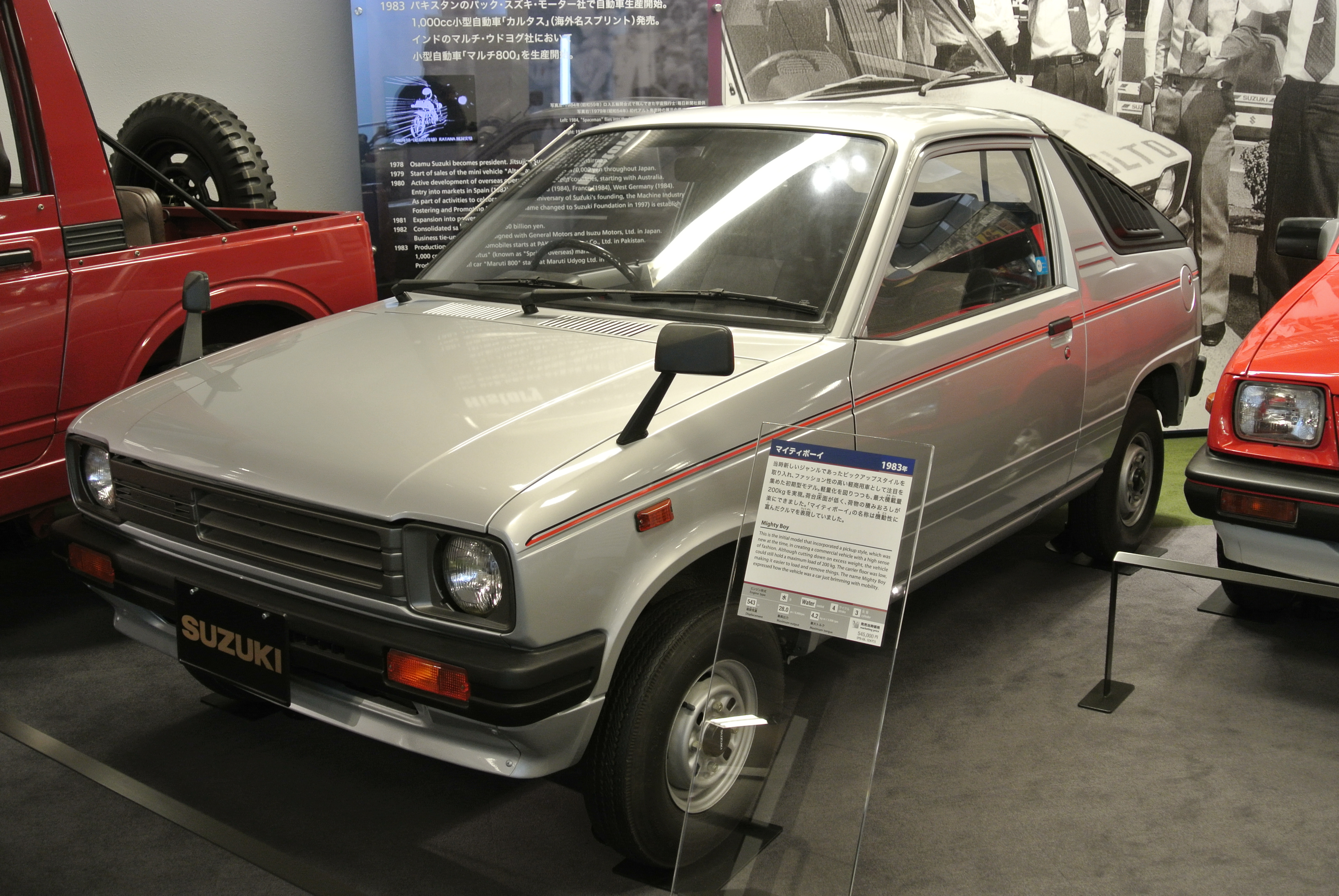
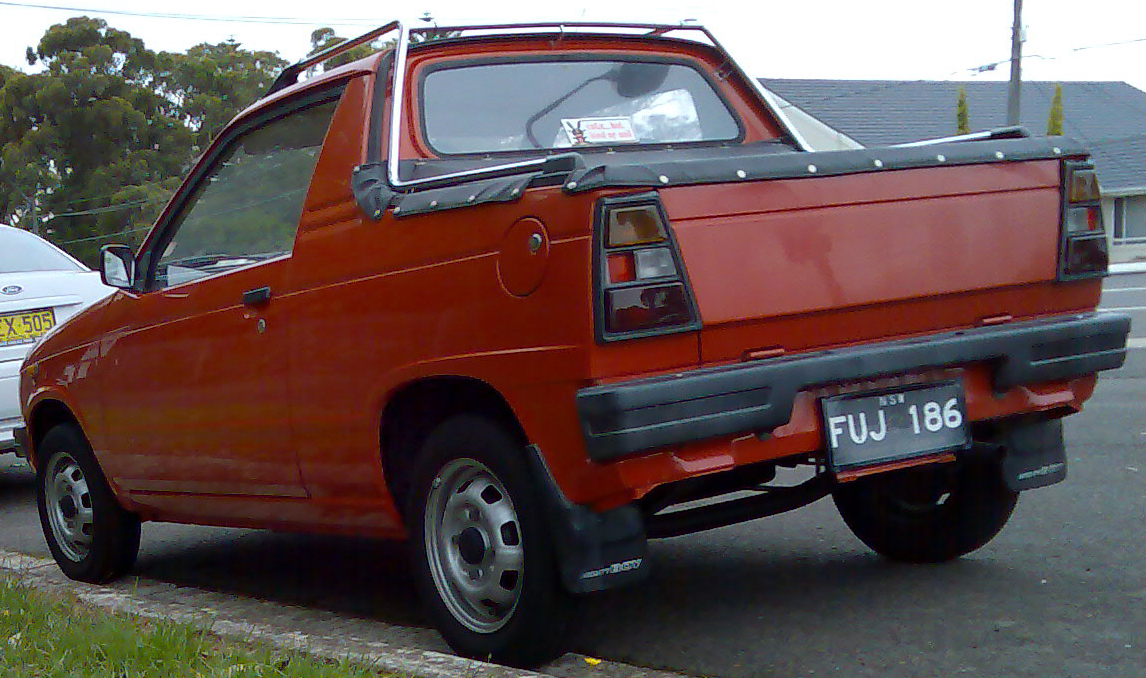
澳規車尾
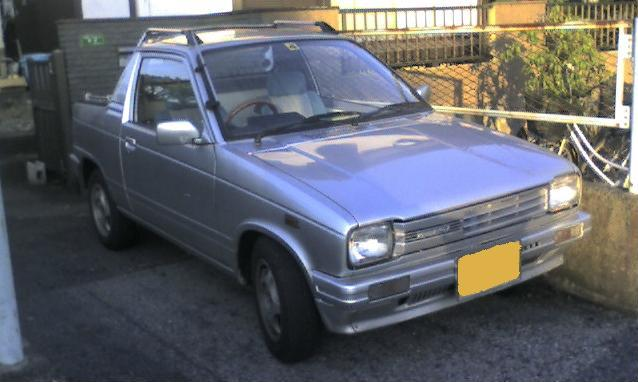
後期型
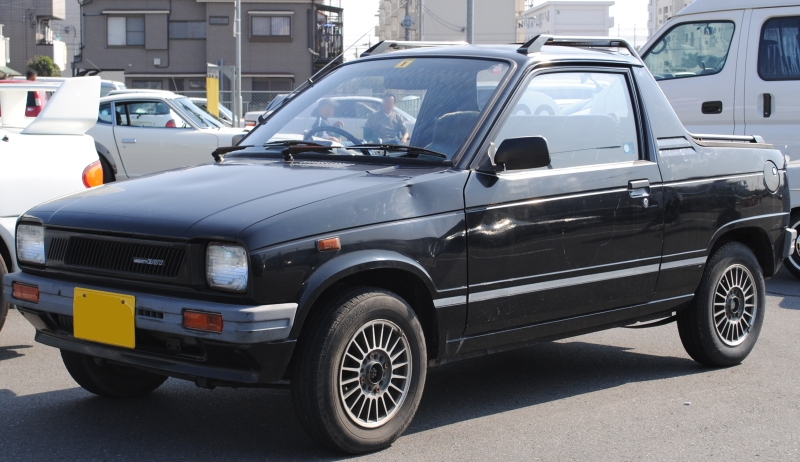

## 外部連結
- （日語）スズキ・マイティボーイ(SS40T型 - 1987年式*) （页面存档备份，存于）